# Serra de Peçaborrosa
La Serra de Peçaborrosa és una serra situada entre els municipis d'Estamariu i de les Valls de Valira a la comarca de l'Alt Urgell, amb una elevació màxima de 1.546 metres.